# Clemente Canepari
Clemente Canepari, detto Anteo (Pieve Porto Morone, 11 novembre 1886 – San Colombano al Lambro, 13 settembre 1966), è stato un ciclista su strada italiano.
Professionista dal 1906 al 1927, vinse una tappa al Giro d'Italia. Anche suo fratello Leone, fu ciclista professionista.

## Carriera
Passista e fondista, fu apprezzato soprattutto come gregario. Partecipò ad undici edizioni del Giro d'Italia, concludendo per cinque volte tra i primi dieci. Ottenne il miglior piazzamento, il quarto posto, nel 1909, nel 1914 e nel 1919, e vinse una tappa, la Campobasso > Ascoli Piceno, nel 1913. Altra affermazione importante fu il Giro dell'Emilia 1911.

## Palmarès
- 1906 (individuale, due vittorie)

Gran Premio di Castel San Giovanni
Piacenza-Bettola
- 1908 (Bianchi, una vittoria)

Tre Coppe Parabiago
- 1909 (Bianchi & Legnano, tre vittorie)

Giro della provincia di Pavia
Gran Premio di Castel San Giovanni
Milano-Varese-Milano
- 1911 (Legnano, una vittoria)

Giro dell'Emilia
- 1913 (Legnano, una vittoria)

7ª tappa Giro d'Italia (Campobasso > Ascoli Piceno)

## Piazzamenti

### Grandi Giri
- Giro d'Italia

1909: 4º
1910: 7º
1911: ritirato
1913: 12º
1914: 4º
1919: 4º
1920: ritirato
1921: 8º
1922: ritirato
1923: 35º
1927: ritirato
- Tour de France

1908: 12º
1909: ritirato (3ª tappa)
1913: 13º
1919: non partito
1927: non partito

### Classiche monumento
- Milano-Sanremo

1907: 9º
1908: 10º
1911: 25º
1913: 18º
1914: 36º
1915: 16º
1919: 8º
1921: 7º
1927: 42º
- Giro di Lombardia

1906: 6º
1910: 17º
1911: 21º
1912: 8º
1916: 8º
1918: 7º
1920: 15º